# Барон Каррингтон
Барон Каррингтон (англ. Baron Carrington) — британский аристократический титул, созданный три раза в истории (1643 год — Пэрство Англии, 1796 год — Пэрство Ирландии и 1797 год — Пэрство Великобритании).

## Бароны Карингтон, первая креация (1643 год)
- см. также виконт Каррингтон

## Бароны Карингтон, вторая и третья креации (1796 год; 1797 год)
- 1796—1838: Роберт Смит, 1-й барон Каррингтон (22 января 1752 — 18 сентября 1838), третий сын британского политика и депутата Абеля Смита (1713—1778). Депутат Палаты общин от Ноттингема (1779—1797)
- 1838—1868: Роберт Джон Каррингтон, 2-й барон Каррингтон (16 января 1796 — 17 марта 1868), единственный сын предыдущего. Депутат Палаты общин от Вендовера (1818—1820), Бакингемшира (1820—1831) и Уикомба (1831—1838), лорд-лейтенант Бакингемшира (1839—1868).
- 1868—1928: Чарльз Роберт Винн-Карингтон, 3-й барон Каррингтон (16 мая 1843 — 13 июня 1928), старший сын предыдущего (создан графом Каррингтоном в 1905 году и маркизом Линкольнширом в 1912 году). Депутат Палаты общин от Уикомба (1865—1868), капитан Корпуса офицеров почётного эскорта (1881—1885), губернатор Нового Южного Уэльса (1885—1890), лорд-камергер (1892—1895), министр сельского хозяйства и рыболовства (1905—1911), лорд-хранитель Малой печати (1911—1912), лорд великий камергер (1910—1928), лорд-лейтенант Бакингемшира (1915—1923).

## Маркизы Линкольншир (1912 год)
- 1912—1928: Чарльз Роберт Винн-Карингтон, 1-й маркиз Линкольншир (16 мая 1843 — 13 июня 1928), старший сын Роберта Джона Каррингтона, 2-го барона Каррингтона

## Бароны Карингтон, вторая и третья креации (1796 год; 1797 год; восстановлен)
- 1928—1929: Руперт Клемент Джордж Карингтон, 4-й барон Каррингтон (18 декабря 1852 — 11 ноября 1929), третий сын Роберта Джона Каррингтона, 2-го барона Каррингтона. Депутат Палаты общин от Бакингемшира (1880—1885);
- 1929—1938: Руперт Виктор Джон Карингтон, 5-й барон Каррингтон (20 декабря 1891 — 19 ноября 1938), сын предыдущего;
- 1938—2018: Питер Александр Руперт Карингтон, 6-й барон Каррингтон (6 июня 1919 — 9 июля 2018), единственный сын предыдущего. Верховный комиссар Австралии (1956—1959), первый лорд Адмиралтейства (1959—1963), министр без портфеля (1963—1964), лидер Палаты лордов (1963—1964), министр обороны (1970—1974), министр энергетики (1974), министр иностранных дел Великобритании (1979—1982), генеральный секретарь НАТО (1984—1988);
- 2018 — настоящее время: Руперт Фрэнсис Джон Карингтон, 7-й барон Каррингтон (род. 2 декабря 1948), единственный сын 6-го барона.

Наследник титула: Роберт Карингтон (род. 7 декабря 1990), единственный сын предыдущего.